# 체스터 시티 FC

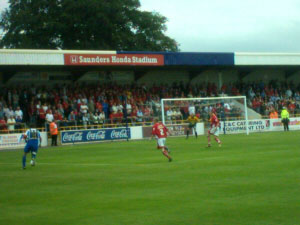

체스터 시티 FC(Chester City FC)는 잉글랜드 체셔주에 있는 체스터를 연고로 했던 축구팀이다. 이 팀은 1894년에 창단되었으나, 재정난으로 인해 2010년에 해체되었다. 이후 체스터 FC로 재창단되어 명맥을 이어나가고 있다.

## 역대 감독
| 감독      | 임기        |
| --------- | ----------- |
| 이언 러시 | 2004 ~ 2005 |